# Episodi di Nancy, Sonny & Co. (seconda stagione)
La seconda stagione della serie televisiva Nancy, Sonny & Co. è stata trasmessa in anteprima negli Stati Uniti d'America dalla ABC tra il 24 ottobre 1981 e l'11 giugno 1982.
| nº | Titolo originale               | Titolo italiano | Prima TV USA     | Prima TV Italia |
| -- | ------------------------------ | --------------- | ---------------- | --------------- |
| 1  | Boys of Summer                 |                 | 24 ottobre 1981  |                 |
| 2  | All My Son                     |                 | 31 ottobre 1981  |                 |
| 3  | Of Mace and Men                |                 | 7 novembre 1981  |                 |
| 4  | The Wedding                    |                 | 14 novembre 1981 |                 |
| 5  | Second Time Around, Almost     |                 | 28 novembre 1981 |                 |
| 6  | Off the Top                    |                 | 5 dicembre 1981  |                 |
| 7  | Mann Is Mann                   |                 | 12 dicembre 1981 |                 |
| 8  | Jealousy or Mildred Fierce     |                 | 2 gennaio 1982   |                 |
| 9  | Young Love                     |                 | 9 gennaio 1982   |                 |
| 10 | The Garden of Countess Natasha |                 | 12 febbraio 1982 |                 |
| 11 | Falling in Love Again          |                 | 19 febbraio 1982 |                 |
| 12 | Horsing Around                 |                 | 26 febbraio 1982 |                 |
| 13 | Strange Bedfellows             |                 | 4 giugno 1982    |                 |
| 14 | A Farewell to Arm              |                 | 11 giugno 1982   |                 |